# Format 16/10
 (août 2025).

Format 16/10

Le format 16/10 (aussi écrit 16:10, voire 8/5 ou 8:5) est un format d’écran généralement adopté pour les ordinateurs qui représente un rapport de 1,6:1 (voir format d'image). Il a remplacé le format 4/3 au cours des années 2000. Il est légèrement plus haut que le format 16/9 adopté par la télévision à haute définition. Ce ratio de 1,6 est proche du nombre d'or (1,618…). Le 16/9 est malgré tout ça un format bien plus utilisé que le 16/10 pour les ordinateurs.

## Avantages du 16/10
Le format 16/10 apporte de nombreux avantages. En montage vidéo, on peut avoir une timeline beaucoup plus étendue, ce qui permet d’éviter dans certains cas le recours au bi-écran. Ce format permet d'avoir deux fenêtres ouvertes en même temps.
Le site de NEC, fabricant d’écrans, indique :
« La vision de l’homme s’oriente naturellement plutôt en largeur qu’en hauteur et des experts en ergonomie recommandent le format large depuis longtemps. Dans un cadre professionnel, l’utilisation d’écrans larges facilite l’exécution des tâches à l’écran et participe ainsi à l’accroissement de la productivité. »

## Définitions d’écran communes suivant un rapport 16/10
| Nom    | Définition    | Dalles                               |
| ------ | ------------- | ------------------------------------ |
| WXGA   | 1 280 × 800   | UMPC                                 |
| WXGA+  | 1 440 × 900   | 17 pouces                            |
| WSXGA+ | 1 680 × 1 050 | 20-22 pouces                         |
| WUXGA+ | 1 920 × 1 200 | 22-24-26-27 pouces (15,4-17 mobiles) |
| WQXGA  | 2 560 × 1 600 | 28-30 pouces                         |